# 住永侑太
住永 侑太（すみなが ゆうた、9月19日 - ）は、日本の声優、俳優、モデル。長崎県出身。Rush Style準所属。

## 略歴
2013年より芸能界を目指し始め俳優の養成所へ入所後、芸能事務所へと所属する。
事務所引退後、2018年4月に〇〇Pソファ(まるまるピーソファ）旗揚公演「上手に伝えられなくて」に出演し、2019年9月より劇団メンバーとして正式に所属となる。
俳優をやりながら居酒屋でアルバイトをしていたところ、たまたま団体で飲みにきていた声優の速水奨にスカウトされ、2020年1月よりRush Style預かり所属となり、2022年4月より準所属となる。

## 人物
以前所属していた事務所の稽古で殺陣を2年間、芝居、ダンス、アクションを4年間やっていた。
幼い頃からレスリング、水泳を7年、その他にも総合格闘技、柔道、柔術、キックボクシングを4年、バスケを6年やっており、レスリングで全国2位になったこともある
趣味はものまね、歌、ダンス、総合格闘技をそれぞれ挙げている。
自身のポートフォリオには、特技は殺陣、腹話術の他、「人を簡単に倒せます」「持ち上げタックル」「服を立ったまま綺麗に畳めます」と記載している。また、UFOキャッチャーも特技である。

## 出演
太字はメインキャラクター。

### テレビアニメ
2021年
- IDOLY PRIDE（男性）
- うらみちお兄さん（父親）
- 大正オトメ御伽話（物売り、生徒）

2024年
- マッシュル-MASHLE- 神覚者候補選抜試験編（死霊、生徒、巨大亡者）
- 新米オッサン冒険者、最強パーティに死ぬほど鍛えられて無敵になる。（ギース・リザレクト）

2025年
- ニートくノ一となぜか同棲はじめました（妖魔）

### ゲーム
2019年
- 「AFKアリーナ」（タニー)

2022年
- 「Dislyte」（PVナレーション、謎の男)

2024年
- 「コール オブ ドラゴンズ」（オグラン、衛兵)

### 吹き替え
2020年
- 「ダッシュ＆リリー」（キュート・ガイ、ベニー 他）(Netflix)
- 「アンソウル」（マキシン、イヴァン少年） (Hulu)
- 「Life Below Zero Next Generation」(Disney +)

2021年
- 「ロキ」（長髪のロキ役 (Disney +)
- 「レジェンド オブ トゥモロー」（ラロ 他）(primevideo)
- 「飛べないアヒル ゲームチェンジャー」（アダム・バンクス） (Disney +)
- 「フィジカル」（タイラー） ( Apple TV＋ )
- 「シールチーム」（サマーカイロス、ラフィンプレンティス）(FOXチャンネル)

2022年
- 「彼女のかけら」(Netflix)
- 「戦え！チアスクワッド ゲット・イーブン・シリーズ」（リース）(Netflix)
- 「OLD People」（介護士男 他）(Netflix)
- 「エンド・オブ・ロード」（ザック、暴徒 他）(Netflix)

2023年
- 「クイーン・シャーロット 〜ブリジャートン家外伝〜」（若き日のジョージ三世） (Netflix)
- 「ワールド・ベスト」（オウ先生） (Disney +)
- 「ウィズ・ラブ-シーズン2」（エルヴィス芸人）(primevideo)
- 「愛だと言って」（カン代理、課長男 他）(Disney +)
- 「アフターパーティー」(AppleTV+)
- 「ウーマン・キング無敵の女戦士たち」(U-NEXT,primevideo)
- 「ソーイング・ビー６」（スティーブ）(NHK Eテレ)

2025年
- 「転生宗主の覇道譚 〜すべてを呑み込むサカナと這い上がる〜」（門弟男、白家守衛A、店内男）

### 舞台
2015年
- ヒロセプロジェクト「いつか素敵なシネマのように」（神崎ヒロト）
- 新橋演舞場 舟木一夫特別公演「気ままにてござそう」

2017年
- OMEGA CRUE ARTISTS「夢幻の龍」（山田）

2018年
- ○○pソファ主催「上手に伝えられなくて」（ 安田やす男）
- Enthena PLAY UNION8 「タラジョ！」（内藤）
- JUDY〜The Great Unknown Squadron〜（中島徹、中島武明）

2019年
- ツートン青木生誕60周年記念公演「あの警部が帰ってきた」（ジーパン）
- ○○pソファ第二回公演「喜劇暗がりの代筆屋」（滝川輝）
- 地味な花屋vol.2「クレマチス」

2020年
- kenプロデュース第32回公演「七つ鐘がなる前に」
- 4つの芝居製作委員会「前夜」劇団 水中散歩「明日、宇宙人になります」

2021年
- 水中散歩「山姥の息子」（マキ）
- 感謝の日々をvol.4「緋は退紅に燃ゆ」（相楽総三）
- 〇〇Pソファ第3回公演「心のかけら買います」（真）

2022年
- 舞台 共創演劇「失創セブンスプレイ」（八五郎）
- MANKAI STAGE『A3!』ACT2! ~SPRING 2022~（須賀 アンサンブル）

### テレビ番組・映画
2014年
- 「家族狩り」（高校生）（TOKYO MX）

2015年
- 「歴史にドキリ」（吉田松陰、ペリー）（NHK）

2017年
- 「東京ヴァンパイアホテル」（Amazon prime）
- 「地球」（レイ） (蔭山周監督)

2023年
- 速水奨&今井文也の「こんなの読んじゃった♪」（Rakuten TV）

### その他
- スロット「BIG 島唄30」 CMナレーション
- FNSドラマ対抗お宝映像アワード 再現VTR
- パナソニックWEBCM 「ホームエレベーター新しい生活スタイルのご提案 」（父親役）
- 桂由美ブランド「Direzione」イメージモデル
- 川崎鷹也「Be yourself」MV出演
- ZOZOTOWN モデル
- ユニバースお盆用CM